# Bob Richards
Robert Eugene "Bob" Richards  (Champaign, 20 de fevereiro de 1926 – Waco, 26 de fevereiro de 2023) foi um atleta e campeão olímpico norte-americano. Pastor ordenado da Igreja da Irmandade, em seus dias de auge no atletismo era conhecido como o "Vigário do salto com vara". Atleta eclético, disputou três Jogos Olímpicos no decatlo e na sua especialidade maior, o salto com vara, no qual foi bicampeão olímpico em Helsinque 1952 e Melbourne 1956, o único atleta a vencer duas vezes esta modalidade em Jogos Olímpicos. Foi também bicampeão desta prova nos Jogos Pan-americanos.

## Biografia
Em Londres 1948, seus primeiros Jogos Olímpicos, conquistou a medalha de bronze com a marca de 4,20 m. Em 1951 conquistava seu primeiro título internacional ao vencer a prova nos Jogos Pan-americanos de Buenos Aires, os primeiros a serem realizados. Tornou-se campeão olímpico em Helsinque 1952, com a marca de 4,55 m, recorde olímpico. Repetiu seu feito pan-americano três anos depois, ao vencer o salto com vara nos Jogos Pan-americanos de 1955, disputados na Cidade do México. O bicampeonato olímpico veio em Melbourne 1956, saltando 4,56 m, um centímetro a mais que nos Jogos anteriores e novo recorde olímpico. Ainda em Melbourne, ele disputou o decatlo mas não conseguiu completar a prova.
Em sua carreira, Richards conquistou vinte títulos nacionais de atletismo da Amateur Athtletic Union, dezessete no salto com vara e três no decatlo.
Em 1984, aos 57 anos, o Reverendo Richards concorreu à Presidência dos Estados Unidos pelo recém-formado Partido Populista, de extrema-direita, mas teve apenas 66 mil votos. Em 1988, este mesmo partido nomeou um defensor da supremacia branca e ex-dirigente da Ku Klux Klan, David Duke, como seu candidato à Presidência. Em 2010, ele apoiou um partido defensor do Nacionalismo branco chamado American Third Position Party, declaradamente racista e dedicado apenas a ter americanos brancos em suas fileiras.
Richards morreu em 26 de fevereiro de 2023, aos 97 anos, em Waco.